# 佐藤知雄
佐藤 知雄（さとう ともお、1898年12月16日 - 1992年3月7日）は、日本の金属工学者。東北大学名誉教授。元名古屋工業大学学長。元日本金属学会会長。日本学士院賞受賞。

## 人物・経歴
三重県出身。名古屋中学校（現名古屋高等学校）、名古屋高等工業学校（現名古屋工業大学）を経て、1927年東北帝国大学工学部卒業。東北帝国大学工学部助教授を経て、1935年日本鉄鋼協会服部賞受賞。1939年東北帝国大学工学部教授。1959年名古屋工業大学長。1961年日本学士院賞受賞。1963年日本金属学会会長。1968年日本金属学会賞受賞。1971年本多記念賞受賞。1971年国際ロータリー第360区ガバナー。1972年市立名古屋科学館館長。1976年槌屋顧問。

## 親族
妻は歴史学者の阿刀田令造の子。工学者の佐藤力は子。